# Antonio Sánchez Barbudo
Antonio Sánchez Barbudo (Madrid; 1910 - Palm Beach Gardens; Estados Unidos, 19 de agosto de 1995) fue un escritor, poeta y periodista español, miembro de la Generación del 36.

## Biografía

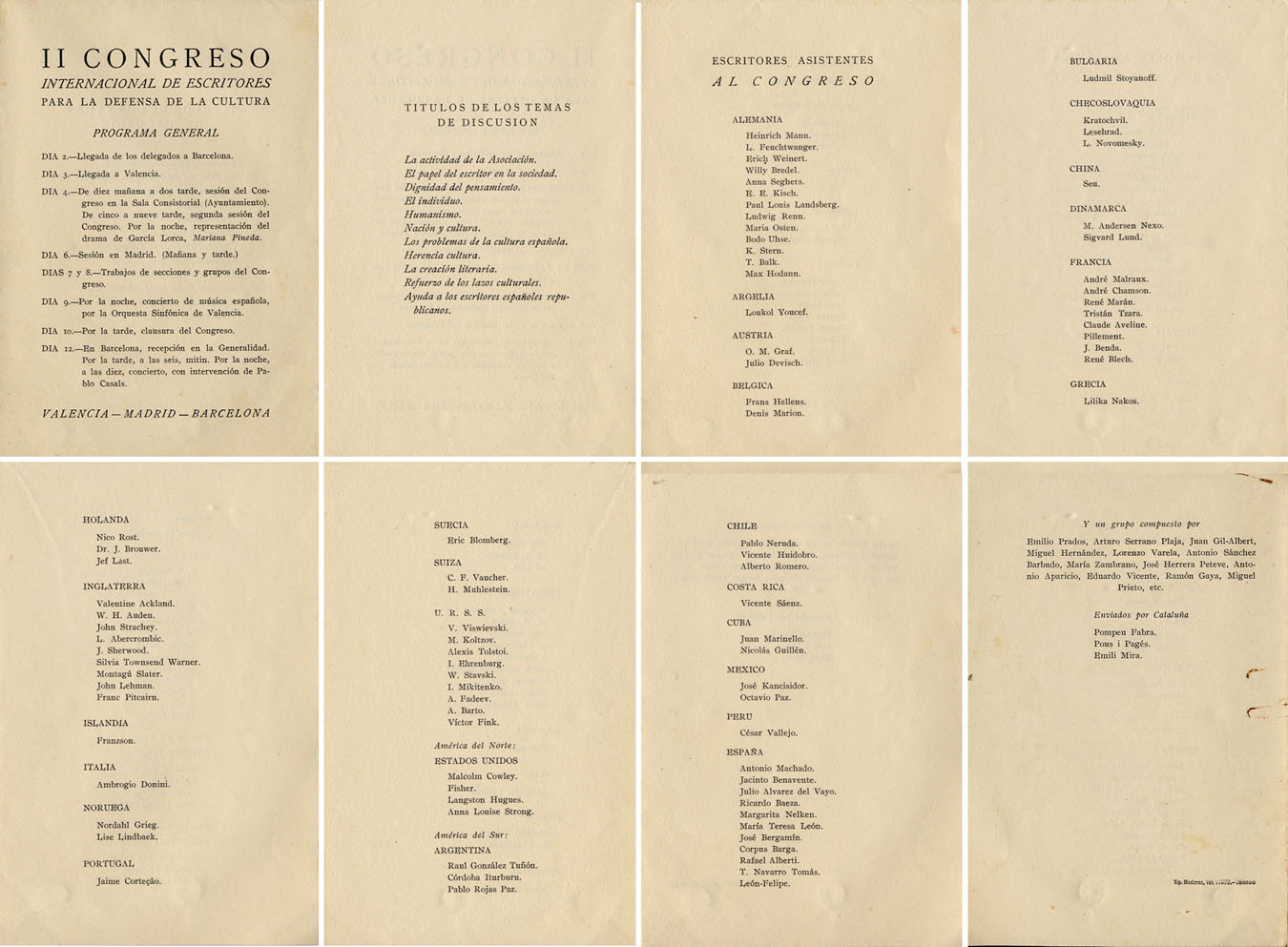
II Congreso internacional de escritores para la defensa de la cultura.

Como periodista, colaboró con El Sol, fue cofundador de Hoja Literaria y Hora de España. Como poeta, obtuvo el Premio Nacional de Literatura en 1938 por Entre dos fuegos; en su producción poética posterior cabe citar Sueños de grandeza (1945). Entre sus estudios literarios destacan: Una pregunta sobre España (1945), Estudios sobre Galdós, Unamuno y Machado (1959), La segunda época de Juan Ramón Jiménez (1962), Cincuenta poemas comentados (1963), Los poemas de Antonio Machado y El sentimiento de la expresión. 
Muy vinculado al gobierno de la República, trabajó en el Ministerio de Instrucción Pública y Bellas Artes (1931-1936) y fue un activo miembro gestor de las Misiones Pedagógicas. La guerra civil española le hizo exiliarse en Francia en febrero de 1939, donde fue internado en el campo de concentración de Saint-Cyprien. A finales de mayo, embarcó con su mujer e hija en el vapor Sinaia hacia México y más tarde (octubre de 1945) se instaló en Estados Unidos. En este país trabajó como profesor de español en la Universidad de Texas y en la de Wisconsin, donde permaneció hasta su jubilación en 1980. Adquirió la nacionalidad estadounidense, lo que le permitió regresar temporalmente a la España de Franco: relató su experiencia en «España al volver. Impresiones de un refugiado», publicado en 1959 en la revista neoyorquina Ibérica.